# Куба Мере Диване
Куба Мере Диване је највећи језидски храм на свету. Налази се у јерменском селу Акналич, у провинцији Армавир, где су Језиди највећа мањина. Село Акналич се налази 35 километара западно од Јеревана, главног града Јерменије. У селу се налази и први језидски храм у бившем Совјетском Савезу, Зијарат, подигнут 2012. Симболика Зијаратовог и Акналиховог новог храма, Куба Мере Диване, што је отприлике преведено као 'Сви ће доћи заједно', само је порасла од масакра у Синџару, приметио је Кадр Хајохијан, потпредседник Језидске националне уније, организације са седиштем у Јеревану.

## Архитектура и симболика
Храм је отворен у септембру 2019. године, а церемонији отварања присуствовали су заменик премијера Јерменије и други јерменски званичници.
Грађена је од јерменског гранита и иранског мермера. Храм је висок 25 метара и састоји се од седам купола које окружују централни, лучни кров, а у њему се налази богословија и музеј. Храм је посвећен анђелу Мелек Таусу и седам анђела језидске теологије. Мелек-Тавус је најважнији лик језидске свете тријаде. Он доминира свим главним и мањим божанствима пантеона. Мелек-Тавус је, у ствари, суштина, рајсон детре, религије Јазида. У варијанти језидског симбола вере он је представљен непосредно после Ксвадеа.
Највиша купола и осталих седам околних симболизују анђеле и украшени су златним сунцима. Дизајн је у великој мери инспирисан Лалишом у северном Ираку, најсветијим храмом Јазида и местом ходочашћа. Поред храма налази се језидско гробље. У парку статуа насупрот храма налазе се статуа добитнице Нобелове награде Надије Мурад, статуа у част Андраника Озанијана, јерменског војног команданта који се борио против Османлија крајем 1880-их, и јерменски апостолски крст испреплетен са језидским сунцем, који означава верску хармонију. Етнограф Хрануш Харатијан, бивши шеф одељења јерменске владе за питања мањина, види пројекат као део ширег покушаја Јазида да институционализују своју веру, успостављајући по први пут духовни центар за Језиде у земљи.

## Финансирање
Финансиран од стране Јерменског Јазида који живи у Русији, Мирзе Слојана, Куба Мере Диване је изграђен само неколико метара од Зијарата, првог језидског храма у Јерменији основаног 2012. године. Храм је дизајнирао Артак Гулијан, један од најплоднијих јерменских архитеката верских објеката. Гулијан је, у ствари, познатији по свом раду о јерменским апостолским црквама. Дизајнирао је нову јерменску катедралу у Москви и изградио је преко 20 цркава за многа велика имена Јерменије, укључујући и катедралу у Абовјану коју је финансирао олигарх и политичар Гагик Карукијан.

## Језидске традиције и друштвене организације
Језиди су једна од највећих етничких мањина у Јерменији, која практикује древно, монотеистичко веровање које има сличности са хришћанством, хиндуизмом, јудаизмом, суфизмом и зороастризмом заједно са елементима иранског паганизма. Према јерменском попису, 31.079 Језида је живело у Јерменији 2022. године,  углавном у западним и северним регионима јужног Кавказа.
Храм има посебан значај за јачање језидског идентитета у Јерменији. Храм пружа место заједници за спровођење ритуала као што су венчања и друге верске церемоније које предводе шеици или Пирови.
Главна сврха шеика је да буде духовни водич својим следбеницима (миридима). Он може да сачињава молитве за њих, или намеће табуе, и од њега се очекује да учествује у њихово име у обављању верских обреда као што су рођење, венчање и смрт. Заузврат, мирид плаћа свом шејху одређену суму новца сваке године, показује му велико поштовање и донекле се покорава његовом ауторитету. Свадбени ритуали, на пример, укључују редовне церемоније, међусобне посете и поштовање обичаја. Када се склопи договор, родитељи будућег мужа, према наредби, одлазе у кућу будуће жене да замоле родитеље за њену удају. Церемонија заклетве се одвија када се очеви или блиски рођаци заклињу стишћу палчеве у присуству шеика или пира да ће по сваку цену сачувати јединство породице.
Сваки Јазид мора имати Пира као и Шејха, а систем односа између породица Пирса и Шејхова, и између тих и других делова заједнице, део је замршене мреже друштвених односа која је карактеристична за језидско друштво. Иначе, заједница је позната по својој приватности из више историјских и културних разлога. Историјски гледано, они су се суочили са значајним прогоном, што их је довело до тога да заузму заштитни став према својој заједници и пракси.